# Den Haag-Tempel
De Den Haag-Tempel van de Kerk van Jezus Christus van de Heiligen der Laatste Dagen in de Nederlandse gemeente Zoetermeer is ontworpen door de architecten van Meijer & Van Eerden uit Zoetermeer en opgetrokken uit Olympia White graniet. Onder de 141 tempels (anno 2013) van dit genootschap in de wereld, is het de enige die enkele meters onder de zeespiegel is gebouwd. De bouw werd aangekondigd in augustus 1999 en maakt deel uit van een plan om leden van de Kerk wereldwijd binnen bereik van een tempel te brengen. De Den Haag-Tempel is een klein model tempel met één serie zalen voor verordeningen en twee verzegelkamers voor huwelijken.
De tempel is gebouwd op de locatie waar voorheen een kerkgebouw stond van de kerkgemeente Zoetermeer. De Kerk is sinds 1861 in Nederland gevestigd, de gemeente Zoetermeer is in de jaren 70 opgericht.
Voor leden van de Kerk zijn een kerkgebouw en de tempel twee verschillende gebouwen met ieder een eigen functie. Hierin volgen zij de gebruiken van Joden en vroege Christenen die naast de plaatselijke synagoge ook de tempel hadden (Hand. 2:46). Een kerkgebouw is bedoeld als gemeenschapshuis, om wekelijks samen te komen voor de verordening van het avondmaal en als zondagsschool. De meeste kerkgebouwen bevatten ook een doopvont waar bekeerlingen en kinderen vanaf 8 jaar gedoopt kunnen worden. De tempel is bedoeld voor 'hogere' verordeningen, waaronder de 'begiftiging' en het tempelhuwelijk. Bovendien is het de plek waar plaatsvervangend alle 'heilbrengende verordeningen ten behoeve van de overleden voorouders' kunnen worden verricht. Daaronder valt ook het bekende dopen voor de doden (1 Kor. 15:29 | 1 Petrus 4:6). De tempel is de enige plek waar, volgens de leden van de Kerk van Jezus Christus van de Heiligen der Laatste Dagen, naast het burgerlijk huwelijk, ook een huwelijk voor 'tijd en alle eeuwigheid' kan worden gesloten (in tegenstelling tot: 'tot de dood u scheidt').

## Belangrijke data
- Op 26 augustus 2000 is de eerste spade gestoken
- Op 16 december 2000 werd de eerste paal geslagen. Bij het slaan memoreerde Luigi van Leeuwen, burgemeester van Zoetermeer, dat het voor een burgemeester een zeldzame gelegenheid is om de eerste paal te slaan voor een kerkelijk gebouw: "De meeste kerken zijn ouder dan de burgemeesters".
- Op 21 september 2001, op de jaarlijkse herdenking van de dag dat, volgens de leden van de Kerk, de engel Moroni Joseph Smith bezocht, is het gouden beeld van de engel Moroni op de torenspits geplaatst, gelijktijdig met de plaatsing van de engel op twee andere tempels, die in Nauvoo en Boston
- Van 17 augustus 2002 tot en met 31 augustus 2002 werd de tempel opengesteld voor bezoek, in totaal zijn er bijna 33.000 bezoekers geteld.
- Op 8 september 2002 is de tempel ingewijd door Gordon B. Hinckley, destijds de president van de Kerk van Jezus Christus van de Heiligen der Laatste Dagen. Na de openingslofzang heeft de president de hoeksteen gevoegd. Het inwijdingsgebed (in het Engels) is hier te lezen.

## De bouw
Er zijn voor het gebouw palen van 20 meter geslagen. De opdrachtgevers van het gebouw verzochten de werklieden om tijdens de bouw op het terrein niet te vloeken, te roken of alcohol te drinken en ook geen luide, ongepaste muziek te spelen.

## Ruimten in de tempel
Voor bijbehorende foto's zie hier.

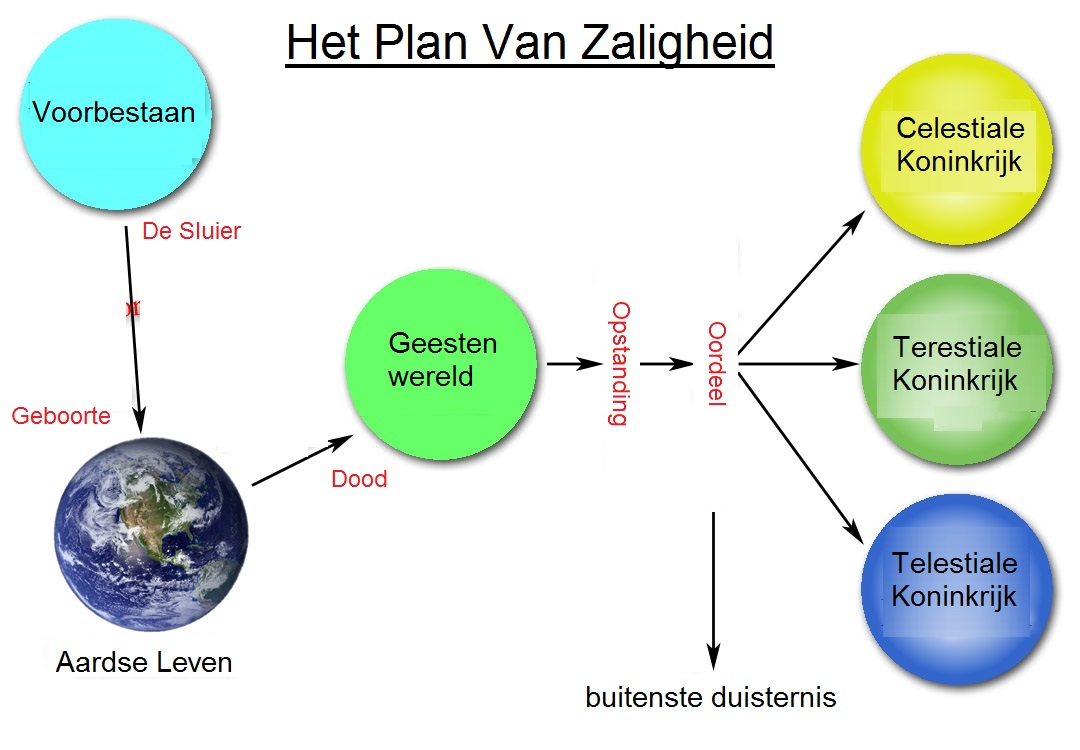
Het heilsplan

Boven de ingang staat geschreven: De Here gewijd - Het Huis des Heren
- Entree met balie waar leden van de Kerk hun tempelaanbeveling tonen om de tempel te kunnen betreden
- Wachtruimte
- Bruidskamer
- Doopruimte het doopvont rustend op beelden van twaalf ossen voor de doop voor de doden

De opeenvolgende zalen zijn telkens een stapje 'hoger', hetgeen symboliseert dat men telkens dichter bij Gods tegenwoordigheid komt:
- Telestiale zaal met wandschilderingen. Dit stelt de wereld voor, zoals de Hof van Eden. Nederland wordt in de wandschildering gesymboliseerd door een windmolen.
- Terrestriale zaal
- Celestiale zaal
- Verzegelkamers waar huwelijken voor tijd en eeuwigheid worden gesloten

## Functie
De tempel functioneert voor ongeveer 13.000 leden van de kerk uit de districten ('ringen'):
- Antwerpen
- Apeldoorn
- Brussel
- Den Haag
- Rotterdam

## Foto's

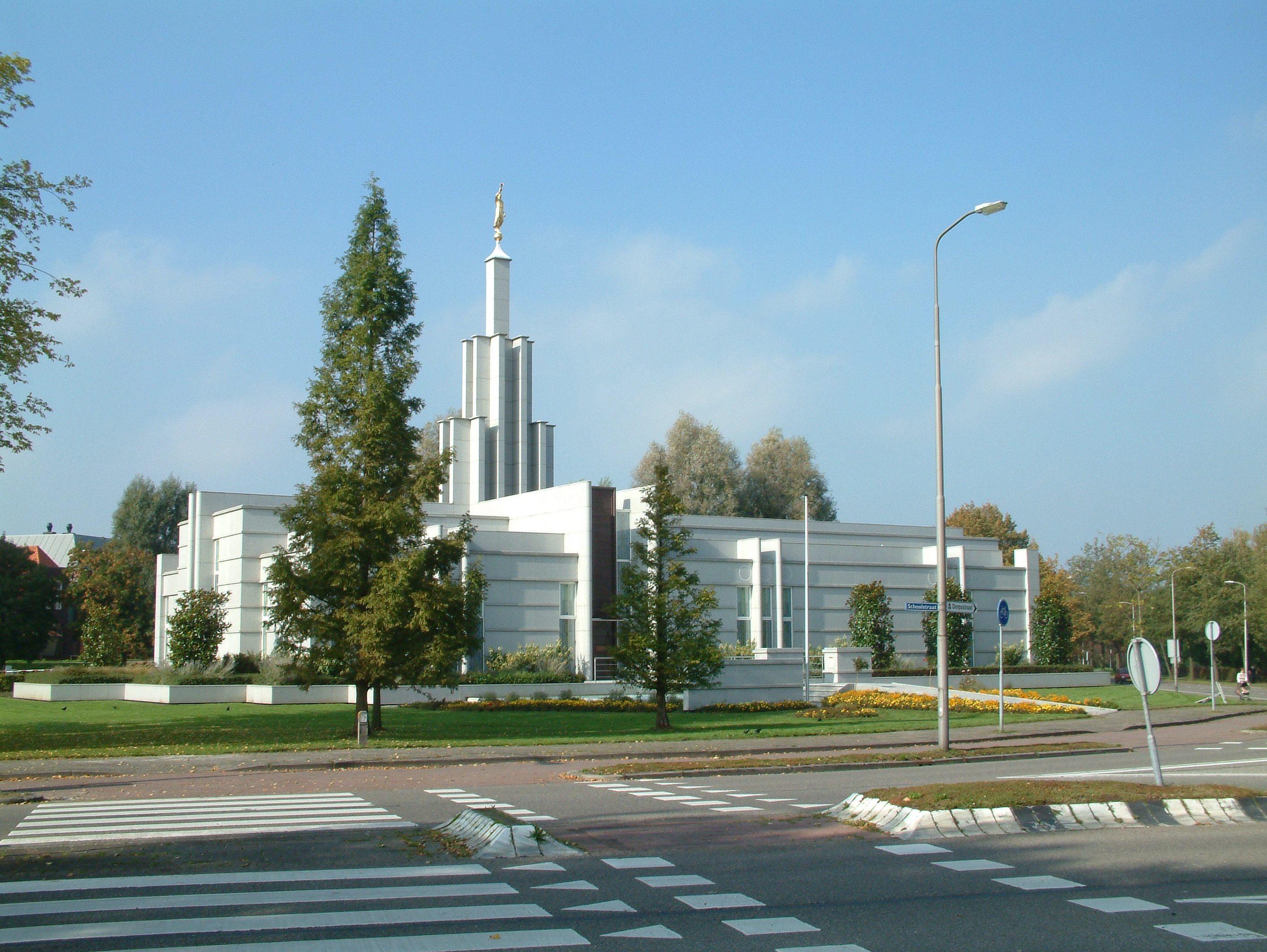
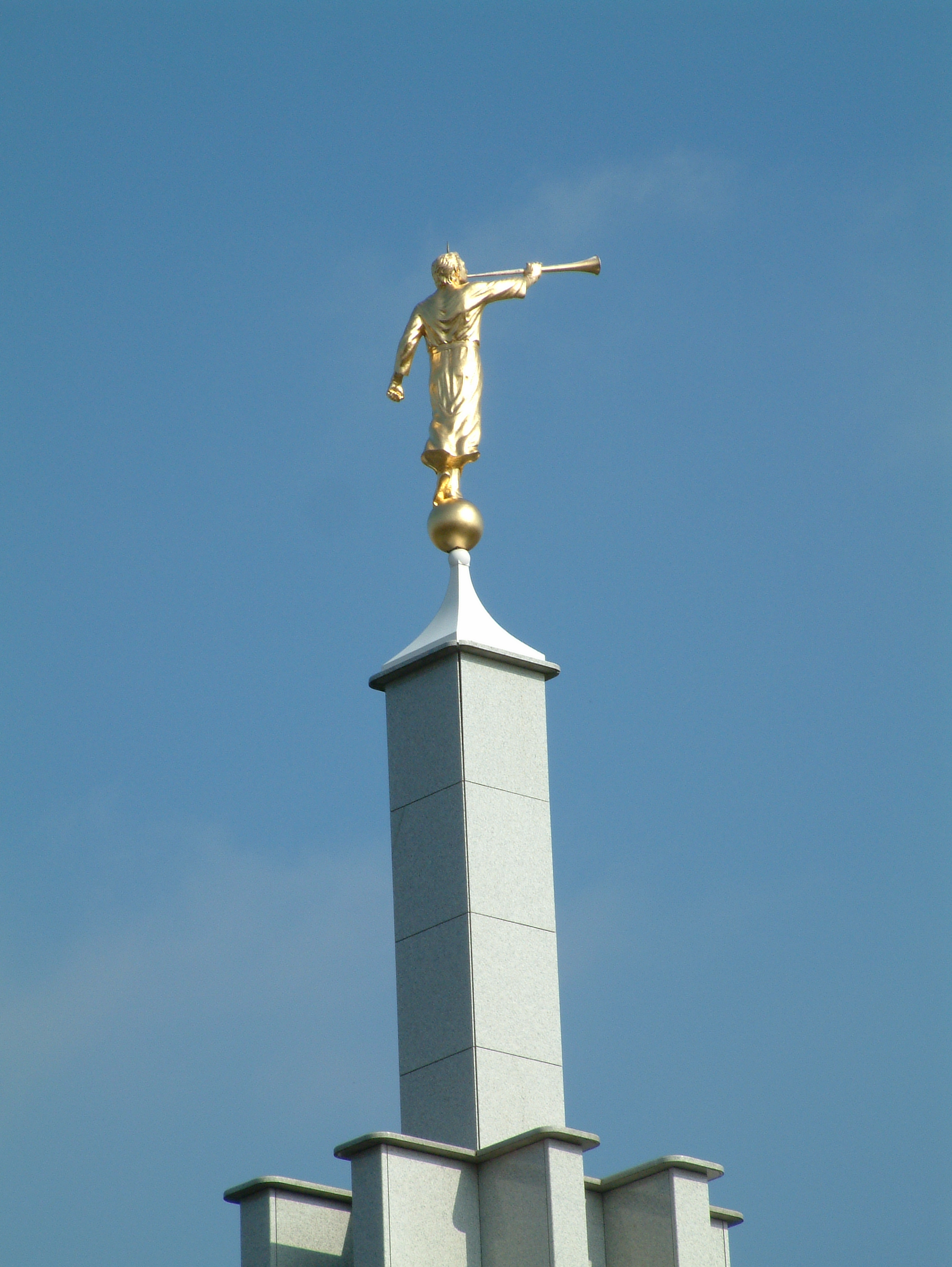
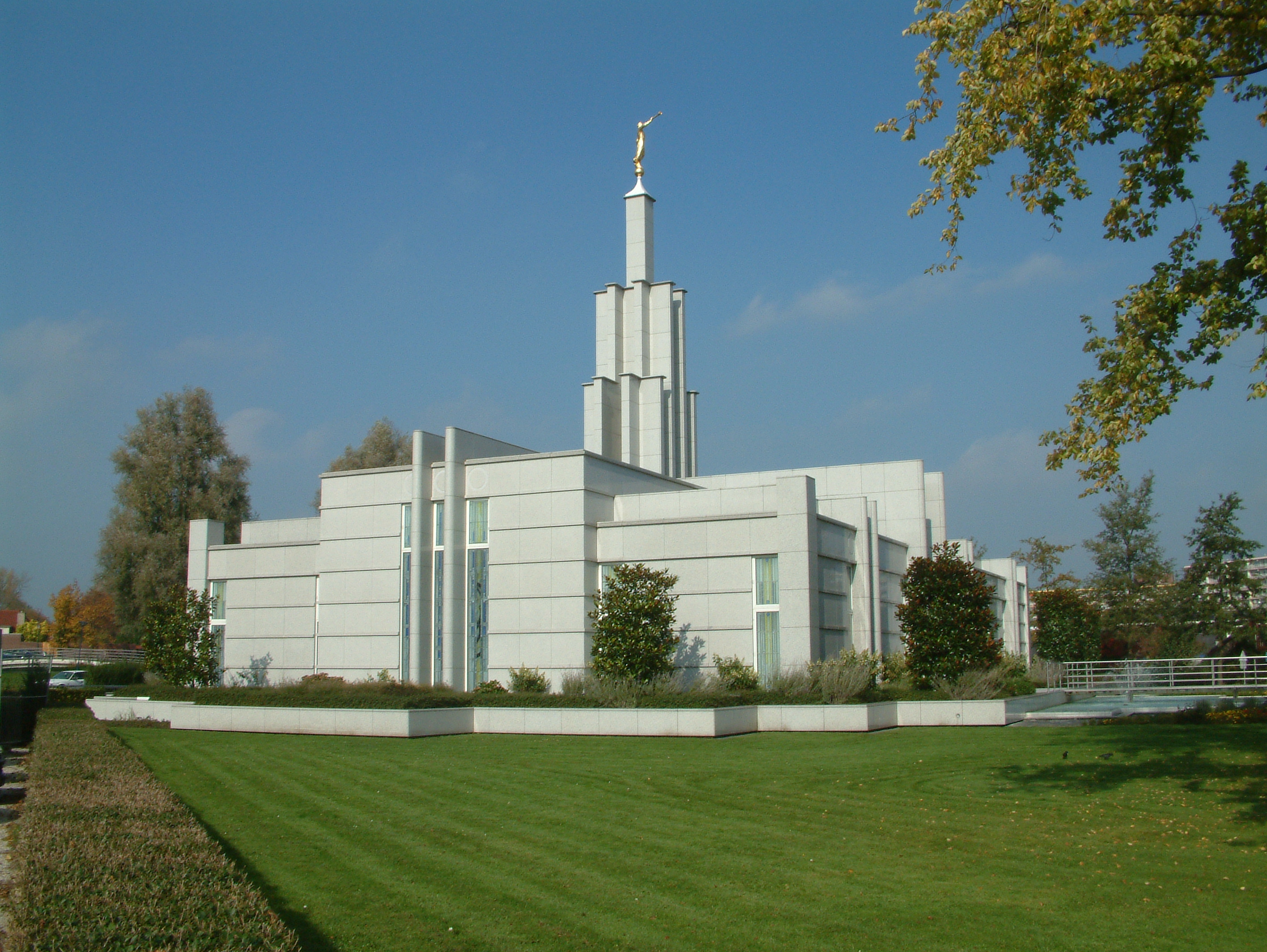